# Орлов, Сергей Анатольевич
Сергей Анатольевич Орлов (род. 1957, Воткинск) — российский художник.

## Биография
Родился 21 октября 1957 года в Воткинске.
В 1978 году окончил Свердловское художественное училище. В 1987 году окончил Суриковский институт (станковая живопись, профессор Таир Салахов).
В 1988 году выступил соорганизатором и участником первой в Ижевске выставки авангардного искусства «Да!».
Участвовал с Михаилом Басовым, Виктором Чувашевым, Павлом Аксёновым в группе «Лодка», входившей в группу «Танатос».
В 2012 году Сергей Орлов стал преподавателем в ижевской «Школе Сколково», читая курс «Школа современного искусства Сергея Орлова».
С 1987-го по сегодняшний день — профессор кафедры изобразительного искусства института искусств и дизайна Удмуртского государственного университета.
Живёт и работает в Ижевске.

## Персональные выставки
- 2020 — «Порталы». Галерея «БИЗОN», Казань.[3]
- 2017 — «Сергей Орлов». Удмуртский республиканский музей изобразительных искусств, Ижевск.[1]
- 2017 — «Сергей Орлов». Выставочный центр «Галерея», Ижевск.[1]
- 2017 — «Сергей Орлов». Музей института искусств и дизайна УДГУ, Ижевск.[1]
- 2012 — «Сергей Орлов». Туалет-музей, Ижевск.[4][5][6]
- 2011 — «Лемурийцы, 3-я раса». Галерея Елены Врублевской, Москва.
- 2010 — «Последний ковчег». Галерея «Грифон», Ижевск.[7]

## Цитаты
- «Искусство отражает цивилизацию, общество, умонастроение своего времени. Поэтому современное искусство в своей основе очень тесно стало связано с политикой, с социальными проблемами, увлекается поверхностным миром, его материальной частью. Эта проблема нарастает, и художники, которые серьёзно занимаются своим внутренним миром, изучают пространства и цивилизации, пришли к выводу, что пора уже вернуть искусству его изначальный смысл»[8] — Сергей Орлов, 2012.